# Nikołaj Siemiejko
Nikołaj Iłłarionowicz Siemiejko (ros. Николай Илларионович Семейко, ur. 25 marca 1923 w Słowiańsku, zm. 20 kwietnia 1945 w Prusach Wschodnich) – radziecki lotnik wojskowy narodowości ukraińskiej, kapitan, dwukrotny Bohater Związku Radzieckiego (1945).

## Życiorys
Skończył niepełną szkołę średnią, od 1940 służył w Armii Czerwonej, w 1942 ukończył Woroszyłowgradzką Lotniczą Szkołę Pilotów i kursy doskonalenia kadry dowódczej, w 1943 został przyjęty do WKP(b). Od marca 1943 uczestniczył w wojnie z Niemcami jako dowódca załogi, potem dowódca klucza i nawigator (szturman) eskadry pułku lotnictwa szturmowego, walczył pod Stalingradem, nad rzeką Mius, w Donbasie, na Krymie, Ukrainie i Białorusi w składzie wojsk Frontu Południowego, 4 Ukraińskiego i 3 Białoruskiego. Został nawigatorem 75 gwardyjskiego pułku lotnictwa szturmowego 1 Gwardyjskiej Dywizji Lotnictwa Szturmowego 1 Armii Powietrznej. Wykonał 227 lotów bojowych, niszcząc wiele broni, sprzętu i siły żywej wroga. Zginął w walce w Prusach Wschodnich.

## Odznaczenia
- Złota Gwiazda Bohatera Związku Radzieckiego (dwukrotnie – 19 kwietnia 1945 i 29 czerwca 1945)
- Order Lenina (dwukrotnie)
- Order Czerwonego Sztandaru (czterokrotnie)
- Order Bohdana Chmielnickiego III klasy
- Order Aleksandra Newskiego
- Order Wojny Ojczyźnianej I klasy

I medale.